# Homologia evolutiva
Em biologia evolutiva a homologia se refere as estruturas que têm a mesma origem embrionária e desenvolvimento semelhante em diferentes espécies que descendem de um ancestral em comum, podendo exercer diferentes funções em diferentes espécies. Isso significa que a estrutura anatômica em questão tem a mesma origem evolutiva em ambos os animais, mas com funções distintas.
A homologia pode ser abordada hierarquicamente, mas o nível do membro em si não precisa corresponder a homologia em outros níveis.
Por exemplo, os processos de desenvolvimento que levam a produzir o membro, ou até mesmo as cascatas gênicas envolvidas nesse processo não precisam ser totalmente homólogas. Isso porque apesar de serem homólogas em nível da estrutura, as vias de construção deste membro podem ser mudadas em animais com ancestralidade próxima.
Em 1866 Ernst Haeckel demonstrou com experimentos embriológicos que características homólogas refletem a descendência comum.